# Winiary (Proszowice)
Pour les articles homonymes, voir Winiary.
Winiary est une localité polonaise de la gmina de Pałecznica, située dans le powiat de Proszowice en voïvodie de Petite-Pologne.